# Championnat des provinces néo-zélandaises de rugby à XV 2023
Navigation
2022 2024
Le Championnat des provinces néo-zélandaises de rugby à XV 2023 (officiellement Bunnings NPC 2023) est la 47e édition du Championnat des provinces néo-zélandaises et la 18e édition depuis la réforme et le passage au professionnalisme. Elle oppose les quatorze meilleures provinces de rugby à XV de Nouvelle-Zélande. Pour des raisons de sponsoring, la compétition se nomme Bunnings NPC.
La saison se déroule du 4 août au 21 octobre 2023, date de la finale.
Le tenant du titre est Wellington.
Le vainqueur de la saison est Taranaki qui bat Hawke's Bay 22-19 en finale, ils remportent la compétition pour la seconde fois de leur histoire.

## Format
Depuis 2022, un nouveau format est mis en place. Les quatorze équipes s'affrontent dans une même division et pour un seul titre de champion. Lors de l'édition précédente, les équipes sont séparées en deux conférences, cependant depuis cette année les équipes sont regroupées dans un seul et même groupe.
Les équipes jouent dix rencontres lors de la saison régulière, cinq à domicile et cinq à l'extérieur pour chacune. Les huit équipes les mieux classées se rencontrent ensuite en phases finales à partir des quarts de finale.

## Résultats

### Phase régulière
| Rang | Club             | J  | V | N | D | Bo | Bd | Pm  | Pe  | Diff | Pts |
| ---- | ---------------- | -- | - | - | - | -- | -- | --- | --- | ---- | --- |
| 1    | Wellington       | 10 | 9 | 0 | 1 | 6  | 1  | 299 | 148 | +151 | 43  |
| 2    | Taranaki         | 10 | 7 | 0 | 3 | 8  | 2  | 300 | 217 | +83  | 38  |
| 3    | Canterbury       | 10 | 6 | 0 | 4 | 9  | 4  | 351 | 271 | +80  | 37  |
| 4    | Bay of Plenty    | 10 | 7 | 0 | 3 | 6  | 1  | 285 | 241 | +44  | 35  |
| 5    | Hawke's Bay      | 10 | 7 | 0 | 3 | 5  | 1  | 304 | 264 | +40  | 34  |
| 6    | Auckland         | 10 | 6 | 0 | 4 | 6  | 2  | 291 | 243 | +48  | 32  |
| 7    | Tasman           | 10 | 6 | 0 | 4 | 5  | 2  | 230 | 206 | +24  | 31  |
| 8    | Waikato          | 10 | 5 | 0 | 5 | 7  | 2  | 282 | 253 | +29  | 29  |
| 9    | Counties Manukau | 10 | 4 | 0 | 6 | 7  | 1  | 280 | 316 | -36  | 24  |
| 10   | North Harbour    | 10 | 4 | 0 | 6 | 3  | 3  | 272 | 295 | -23  | 22  |
| 11   | Otago            | 10 | 3 | 0 | 7 | 4  | 2  | 213 | 194 | +19  | 18  |
| 12   | Northland        | 10 | 2 | 1 | 7 | 4  | 3  | 243 | 282 | -39  | 17  |
| 13   | Manawatu         | 10 | 2 | 0 | 8 | 4  | 0  | 199 | 423 | -224 | 12  |
| 14   | Southland        | 10 | 1 | 1 | 8 | 2  | 1  | 197 | 293 | -96  | 9   |

|  | Qualification pour les quarts de finales |

Attribution des points : victoire sur tapis vert : 5, victoire : 4, match nul : 2, défaite : 0, forfait : -2 ; plus les bonus (offensif : 4 essais marqués ; défensif : défaite par 5 points d'écart ou moins).

#### Résultats détaillés
Dans le tableau ci-dessous, le calendrier des rencontres de la saison.
Les points marqués par chaque équipe sont inscrits dans les colonnes centrales (3-4) alors que les essais marqués sont donnés dans les colonnes latérales (1-6). Les points de bonus sont symbolisés par une bordure bleue pour les bonus offensifs (quatre essais inscrits), orange pour les bonus défensifs (défaite par moins de sept points d'écart), rouge si les deux bonus sont cumulés.

### Phase finale
|  | Quarts de finale | Quarts de finale |             |    | Demi-finales    | Demi-finales    |  |  | Finale          | Finale          |
|  | Quarts de finale | Quarts de finale |             |    | Demi-finales    | Demi-finales    |  |  | Finale          | Finale          |
|  |                  |                  |             |    |                 |                 |  |  |                 |                 |
|  | 6 octobre 2023   | 6 octobre 2023   |             |    | 13 octobre 2023 | 13 octobre 2023 |  |  | 21 octobre 2023 | 21 octobre 2023 |
|  | 6 octobre 2023   | 6 octobre 2023   |             |    | 13 octobre 2023 | 13 octobre 2023 |  |  | 21 octobre 2023 | 21 octobre 2023 |
|  | Wellington       | 32               |             |    | 13 octobre 2023 | 13 octobre 2023 |  |  | 21 octobre 2023 | 21 octobre 2023 |
|  | Wellington       | 32               |             |    | 13 octobre 2023 | 13 octobre 2023 |  |  | 21 octobre 2023 | 21 octobre 2023 |
|  | Waikato          | 28               |             |    | 13 octobre 2023 | 13 octobre 2023 |  |  | 21 octobre 2023 | 21 octobre 2023 |
|  | Waikato          | 28               | Wellington  | 24 |                 |                 |  |  | 21 octobre 2023 | 21 octobre 2023 |
|  | 7 octobre 2023   |                  | Wellington  | 24 |                 |                 |  |  | 21 octobre 2023 | 21 octobre 2023 |
|  |                  | Hawke's Bay      | 25          |    |                 |                 |  |  | 21 octobre 2023 | 21 octobre 2023 |
|  | Bay of Plenty    | Hawke's Bay      | 25          | 28 |                 |                 |  |  | 21 octobre 2023 | 21 octobre 2023 |
|  | Bay of Plenty    |                  |             | 28 |                 |                 |  |  | 21 octobre 2023 | 21 octobre 2023 |
|  | Hawke's Bay      | 38               |             |    |                 |                 |  |  | 21 octobre 2023 | 21 octobre 2023 |
|  | Hawke's Bay      | 38               | Hawke's Bay | 19 |                 |                 |  |  |                 |                 |
|  | 7 octobre 2023   |                  | Hawke's Bay | 19 |                 |                 |  |  |                 |                 |
|  |                  | Taranaki         | 22          |    |                 |                 |  |  |                 |                 |
|  | Taranaki         | Taranaki         | 22          | 34 |                 |                 |  |  |                 |                 |
|  | Taranaki         | 14 octobre 2023  |             | 34 |                 |                 |  |  |                 |                 |
|  | Tasman           | 18               |             |    |                 |                 |  |  |                 |                 |
|  | Tasman           | 18               | Taranaki    | 23 |                 |                 |  |  |                 |                 |
|  | 8 octobre 2023   |                  | Taranaki    | 23 |                 |                 |  |  |                 |                 |
|  |                  | Canterbury       | 16          |    |                 |                 |  |  |                 |                 |
|  | Canterbury       | Canterbury       | 16          | 29 |                 |                 |  |  |                 |                 |
|  | Canterbury       |                  |             | 29 |                 |                 |  |  |                 |                 |
|  | Auckland         | 24               |             |    |                 |                 |  |  |                 |                 |
|  | Auckland         | 24               |             |    |                 |                 |  |  |                 |                 |

#### Quarts de finale
| 6 octobre 2023 8 h 5 | Canterbury | 29 - 24 (10 - 7) | Auckland | Apollo Projects Stadium, Christchurch Arbitre : Nick Briant |
| 6 octobre 2023 8 h 5 | Essai(s) : 4 Alaimalo (en) (32e), Bell (45e), Fihaki (en) (76e), Murray (76e) Transformation(s) : 3 Poihipi (en) (33e, 45e, 54e) Pénalité(s) : 1 Poihipi (14e) | Rapport          | Essai(s) : 4 Beehre (16e, 69e), Rayasi (42e), Lam (en) (80e) Transformation(s) : 2 Sullivan (en) (17e, 70e) | Apollo Projects Stadium, Christchurch Arbitre : Nick Briant |
| 6 octobre 2023 8 h 5 | | Rapport          | | Apollo Projects Stadium, Christchurch Arbitre : Nick Briant |

| 7 octobre 2023 5 h 35 | Wellington | 32 - 28 (25 - 7) | Waikato | Sky Stadium, Wellington Arbitre : Daniel Waenga |
| 7 octobre 2023 5 h 35 | Essai(s) : 4 Savea (10e), Higgins (en) (26e), O'Reilly (en) (38e), Kirifi (56e) Transformation(s) : 3 Morgan (en) (27e, 39e, 57e) Pénalité(s) : 2 Morgan (4e, 33e) | Rapport          | Essai(s) : 4 Tucker (en) (14e), Anae Ah-Sue (43e), Tuhakaraina (64e), Ralph (74e) Transformation(s) : 4 Cook-Savage (15e, 44e), Kemara (en) (65e, 75e) | Sky Stadium, Wellington Arbitre : Daniel Waenga |
| 7 octobre 2023 5 h 35 | | Rapport          | | Sky Stadium, Wellington Arbitre : Daniel Waenga |

| 7 octobre 2023 8 h 5 | Taranaki | 34 - 18 (13 - 13) | Tasman | Yarrow Stadium, New Plymouth Arbitre : Stuart Curran |
| 7 octobre 2023 8 h 5 | Essai(s) : 4 Tikoisolomone (en) (11e), Ratumaitavuki-Kneepkens (en) (43e), Florence (en) (52e), de pénalité (55e) Transformation(s) : 4 Jacomb (12e, 44e, 53e), de pénalité (55e) Pénalité(s) : 2 Jacomb (20e, 40e) | Rapport           | Essai(s) : 2 Tavatavanawai (15e), Hicks (en) (71e) Transformation(s) : 1 Robinson (en) (17e) Pénalité(s) : 2 Robinson (30e, 34e) Carton(s) jaune(s) : 1 Nankivell (en) (55e) | Yarrow Stadium, New Plymouth Arbitre : Stuart Curran |
| 7 octobre 2023 8 h 5 | | Rapport           | | Yarrow Stadium, New Plymouth Arbitre : Stuart Curran |

| 8 octobre 2023 3 h 5 | Bay of Plenty | 28 - 38 (28 - 19) | Hawke's Bay | Tauranga Domain (en), Tauranga Arbitre : Angus Mabey (en) |
| 8 octobre 2023 3 h 5 | Essai(s) : 4 Ah Kuoi (en) (12e), Selby-Rickit (en) (18e, 32e), Carter (en) (22e) Transformation(s) : 4 Hawera (en) (13e, 19e, 24e, 33e) | Rapport           | Essai(s) : 6 Rakete-Stones (en) (9e), Lowe (en) (26e), Thompson (en) (40e, 55e), Visinia (67e), Tiatia (en) (74e) Transformation(s) : 4 McClutchie (en) (11e, 40e+2, 69e, 76e) | Tauranga Domain (en), Tauranga Arbitre : Angus Mabey (en) |
| 8 octobre 2023 3 h 5 | | Rapport           | | Tauranga Domain (en), Tauranga Arbitre : Angus Mabey (en) |

#### Demi-finales
| 13 octobre 2023 8 h 5 | Taranaki                                                                                  | 23 - 16 (11 - 9) | Canterbury                                                                                                 | Yarrow Stadium, New Plymouth Arbitre : Stuart Curran |
| 13 octobre 2023 8 h 5 | Essai(s) : 1 Lennox (14e) Pénalité(s) : 6 Jacomb (7e, 30e, 43e, 50e), Perofeta (74e, 78e) | Rapport          | Essai(s) : 1 Poihipi (en) (57e) Transformation(s) : 1 Harford (58e) Pénalité(s) : 3 Harford (4e, 11e, 39e) | Yarrow Stadium, New Plymouth Arbitre : Stuart Curran |
| 13 octobre 2023 8 h 5 |                                                                                           | Rapport          | | Yarrow Stadium, New Plymouth Arbitre : Stuart Curran |

| 14 octobre 2023 8 h 5 | Wellington | 24 - 25 (3 - 18) | Hawke's Bay | Sky Stadium, Wellington Arbitre : Cameron Stone |
| 14 octobre 2023 8 h 5 | Essai(s) : 3 Proctor (47e), Ropeti (79e), Higgins (en) (80e+4) Transformation(s) : 3 Morgan (en) (48e), Love (79e, 80e+5) Pénalité(s) : 1 Morgan (14e) Carton(s) jaune(s) : 1 Shields (16e) | Rapport          | Essai(s) : 3 Tiatia (en) (22e, 39e, 54e) Transformation(s) : 2 McClutchie (en) (40e+1, 55e) Pénalité(s) : 2 McClutchie (17e, 33e) Carton(s) jaune(s) : 1 Wye (en) (78e) | Sky Stadium, Wellington Arbitre : Cameron Stone |
| 14 octobre 2023 8 h 5 | | Rapport          | | Sky Stadium, Wellington Arbitre : Cameron Stone |

#### Finale
La finale de la compétition a lieu le 21 octobre 2023 au Yarrow Stadium de New Plymouth devant 13 500 spectateurs. Taranaki, jouant donc à domicile, et Hawke's Bay se rencontrent pour la première fois de leur histoire dans le cadre d'une finale de NPC. Taranaki a déjà remporté la compétition en 2014 tandis qu'Hawke's Bay dispute la première finale de NPC de son histoire. Il est à noter qu'Hawke's Bay n'a plus gagné au Yarrow Stadium depuis 51 ans.
Taranaki a terminé à la deuxième place de la phase régulière tandis qu'Hawke's Bay s'est qualifié en cinquième position, ces derniers détiennent par ailleurs le Ranfurly Shield et ont éliminé les champions en titre et leader du classement, Wellington, en demi-finale. Taranaki réalise un bon début de match en menant 12-0 au bout de onze minutes de jeu, cependant Hawke's Bay rattrape son retard en marquant deux essais transformés mais l'ouvreur de Taranaki inscrit une pénalité juste avant la pause pour sceller le score à 15-14 pour ces derniers à la mi-temps. La deuxième mi-temps est beaucoup plus serrée avec seulement un essai marqué de part et d'autre, ainsi que des pénalités manquées pour les deux équipes. Finalement Taranaki, grâce à une bonne défense en fin de match, s'impose 22-19 contre Hawke's Bay et remporte le deuxième NPC de son histoire, neuf ans après le premier,.
| Finale Vendredi 21 octobre 2023 3 h 5 | Taranaki | 22 - 19 (15 - 14) | Hawke's Bay | Yarrow Stadium, New Plymouth 13 500 spectateurs Arbitre : Angus Mabey (en) |
| Finale Vendredi 21 octobre 2023 3 h 5 | Essai(s) : 3 Grindlay (2e), Rona (en) (11e), Lennox (47e) Transformation(s) : 2 Jacomb (3e, 48e) Pénalité(s) : 1 Jacomb (40e+2) | Rapport           | Essai(s) : 3 Visinia (24e), Parsons (en) (34e), Cridge (en) (54e) Transformation(s) : 2 McClutchie (en) (25e, 35e) | Yarrow Stadium, New Plymouth 13 500 spectateurs Arbitre : Angus Mabey (en) |
| Finale Vendredi 21 octobre 2023 3 h 5 | | Rapport           | | Yarrow Stadium, New Plymouth 13 500 spectateurs Arbitre : Angus Mabey (en) |

## Statistiques
Les statistiques incluent la phase finale.

### Meilleurs réalisateurs
Le demi d'ouverture d'Hawke's Bay, Lincoln McClutchie (en),  termine meilleur réalisateur de la compétition avec 125 points inscrits.
| Rang | Joueur                  | Club          | Points |
| ---- | ----------------------- | ------------- | ------ |
| 1    | Lincoln McClutchie (en) | Hawke's Bay   | 125    |
| 2    | Fergus Burke            | Canterbury    | 109    |
| 3    | Aidan Morgan (en)       | Wellington    | 102    |
| -    | Zarn Sullivan (en)      | Auckland      | 102    |
| 5    | Rivez Reihana (en)      | Northland     | 86     |
| 6    | Josh Jacomb             | Taranaki      | 71     |
| 7    | Taine Robinson (en)     | Tasman        | 65     |
| 8    | Wharenui Hawera (en)    | Bay of Plenty | 56     |
| 9    | Oscar Koller            | North Harbour | 55     |
| 10   | Stephen Perofeta        | Taranaki      | 53     |

### Meilleurs marqueurs
Le deuxième ligne de Bay of Plenty, Manaaki Selby-Rickit (en), termine meilleur marqueur d'essais de la saison avec 9 réalisations.
| Rang | Joueur                             | Club             | Essais |
| ---- | ---------------------------------- | ---------------- | ------ |
| 1    | Manaaki Selby-Rickit (en)          | Bay of Plenty    | 9      |
| 2    | Heremaia Murray                    | Northland        | 8      |
| 3    | Losi Filipo                        | Wellington       | 7      |
| -    | Blair Murray                       | Canterbury       | 7      |
| -    | Chase Tiatia (en)                  | Hawke's Bay      | 7      |
| 6    | Joshua Gray                        | Counties Manukau | 6      |
| -    | Michael Manson                     | Southland        | 6      |
| -    | Etene Nanai-Seturo                 | Counties Manukau | 6      |
| -    | Jacob Ratumaitavuki-Kneepkens (en) | Taranaki         | 6      |
| -    | Salesi Rayasi                      | Auckland         | 6      |
| -    | Timoci Tavatavanawai               | Tasman           | 6      |

## Ranfurly Shield

### Matchs de pré-saison
Pour la pré-saison 2023, Wellington qui détient le Ranfurly Shield accepte de défier Horowhenua-Kapiti et South Canterbury pour défendre le trophée.
| 12 juillet 2023 4 h 5 | Horowhenua-Kapiti                                                       | 7 - 68  | Wellington | Horowhenua Community Trust Levin Domain (en), Levin Arbitre : Natarsha Ganley |
| 12 juillet 2023 4 h 5 | Essai(s) : 1 Malaki Masoe (77e) Transformation(s) : 1 Connor Paki (79e) | Rapport | Essai(s) : 10 Halalilo (8e), Plummer (21e), Aumua (26e), Saumaki (34e, 40e), Northcott (45e), Faleafaga (56e), S. Clarke (63e), Uluilakepa (71e), T. Clarke (74e) Transformation(s) : 9 Morgan (9e, 22e, 28e, 35e, 40e+1, 46e, 57e, 72e, 75e) Carton(s) jaune(s) : 1 Aumua (49e) | Horowhenua Community Trust Levin Domain (en), Levin Arbitre : Natarsha Ganley |
| 12 juillet 2023 4 h 5 |                                                                         | Rapport | | Horowhenua Community Trust Levin Domain (en), Levin Arbitre : Natarsha Ganley |

| 19 juillet 2023 4 h 5 | Wellington | 67 - 21 | South Canterbury                                                                                        | Hutt Recreation Ground (en), Lower Hutt Arbitre : Daniel Waenga |
| 19 juillet 2023 4 h 5 | Essai(s) : 11 Halalilo (2e), Whitman (5e), Aumua (22e, 26e, 40e+2, 48e), Filipo (29e), Saumaki (41e, 72e), T. Clarke (45e), Patafilo (70e) Transformation(s) : 6 Morgan (6e, 27e, 30e, 40e+3, 42e), T. Clarke (71e) | Rapport | Essai(s) : 3 Paula Fifita (35e), Siu Kakala (65e, 79e) Transformation(s) : 3 Sam Briggs (36e, 66e, 80e) | Hutt Recreation Ground (en), Lower Hutt Arbitre : Daniel Waenga |
| 19 juillet 2023 4 h 5 | | Rapport | | Hutt Recreation Ground (en), Lower Hutt Arbitre : Daniel Waenga |

### Matchs pendant la saison
| 19 août 2023 4 h 5 | Wellington | 39 - 17 (17 - 7) | Southland | Hutt Recreation Ground (en), Lower Hutt Arbitre : Ben O'Keeffe |
| 19 août 2023 4 h 5 | Rapport    |                  |           | Hutt Recreation Ground (en), Lower Hutt Arbitre : Ben O'Keeffe |
| 19 août 2023 4 h 5 |            |                  |           | Hutt Recreation Ground (en), Lower Hutt Arbitre : Ben O'Keeffe |

| 23 août 2023 9 h 5 | Wellington | 7 - 0 (7 - 0) | Tasman | Sky Stadium, Wellington Arbitre : James Doleman (en) |
| 23 août 2023 9 h 5 | Rapport    |               |        | Sky Stadium, Wellington Arbitre : James Doleman (en) |
| 23 août 2023 9 h 5 |            |               |        | Sky Stadium, Wellington Arbitre : James Doleman (en) |

| 2 septembre 2023 9 h 5 | Wellington | 56 - 25 (32 - 13) | Counties Manukau | Sky Stadium, Wellington Arbitre : Stuart Curran |
| 2 septembre 2023 9 h 5 | Rapport    |                   |                  | Sky Stadium, Wellington Arbitre : Stuart Curran |
| 2 septembre 2023 9 h 5 |            |                   |                  | Sky Stadium, Wellington Arbitre : Stuart Curran |

| 24 septembre 2023 9 h 5 | Wellington | 26 - 6 (14 - 6) | North Harbour | Jerry Collins Stadium (en), Porirua Arbitre : Daniel Waenga |
| 24 septembre 2023 9 h 5 | Rapport    |                 |               | Jerry Collins Stadium (en), Porirua Arbitre : Daniel Waenga |
| 24 septembre 2023 9 h 5 |            |                 |               | Jerry Collins Stadium (en), Porirua Arbitre : Daniel Waenga |

Lors de la dernière rencontre de la saison régulière, Hawke's Bay parvient à battre Wellington à l'extérieur et s'adjuge alors le Ranfurly Shield, un an après l'avoir perdu contre ce même adversaire. Peu de temps après avoir remporté ce match, Hawke's Bay se retrouve au centre d'une polémique après avoir cassé le trophée du Ranfurly Shield et après qu'une substance blanche, ressemblant possiblement à de la drogue, a été photographiée sur ce dernier. La fédération néo-zélandaise a donc ouvert une enquête,. Quelques jours plus tard, le réparateur du bouclier annonce que la poudre blanche serait du plâtre dont il se serait servi auparavant pour l'entretien de ce dernier.
| 30 septembre 2023 4 h 5 | Wellington | 18 - 20 (8 - 10) | Hawke's Bay | Sky Stadium, Wellington Arbitre : Nick Briant |
| 30 septembre 2023 4 h 5 | Rapport    |                  |             | Sky Stadium, Wellington Arbitre : Nick Briant |
| 30 septembre 2023 4 h 5 |            |                  |             | Sky Stadium, Wellington Arbitre : Nick Briant |

## Récompenses
En décembre 2023, lors des New Zealand Rugby Awards 2023, récompensant le monde du rugby à XV néo-zélandais pour l'année passée, le joueur des Counties Manukau Etene Nanai-Seturo reçoit la Duane Monkley Medal (NPC Player of the Year) récompensant le meilleur joueur de la saison de NPC. Le jeune joueur d'Hawke's Bay Harry Godfrey (en) est nommé New Zealand Rugby Age Grade Player of the Year (jeune joueur de l'année). De plus l'entraîneur de Taranaki, Neil Barnes, vainqueur de la compétition reçoit la récompense du National Men’s Coach of the Year soit l'entraîneur néo-zélandais de l'année. L'équipe d'Auckland est quant à elle nommée Rugby Club of the Year (club de l'année).